# كلوستريديوم فلسيني
مطثية فلسينية (الاسم العلمي: Clostridium felsineum) هي نوع من البكتيريا تتبع جنس المطثية من فصيلة نظيرات المطثية. نسبةً إلى فلسينا وهو الاسم القديم لمدينة بولونيا الإيطالية.